# A Drag Queen Christmas
A Drag Queen Christmas é uma turnê com tema natalino e apresentações de ex-participantes de RuPaul's Drag Race.

## História
A campanha "Return to Order", liderada pela Sociedade Americana para a Defesa da Tradição, Família e Propriedade, buscou encerrar a turnê e cancelar uma apresentação agendada para dezembro de 2019 no Folly Theatre em Kansas City, Missouri. A campanha reuniu 13.000 assinaturas. Os artistas programados foram Aja, Chi Chi DeVayne, Eureka O'Hara, Farrah Moan, Kim Chi, Latrice Royale, Sasha Velor e Shea Couleé, com a apresentação de Trinity Taylor.

### Datas da turnê
- 26 de novembro de 2017 - Lincoln Theatre, Washington, D.C. [3]
- 27 de novembro de 2017 - Dominion Arts Center, Richmond [4]
- 10 de dezembro de 2017 - Buckhead Theatre, Atlanta [5]
- 15 de dezembro de 2017 - Orpheum Theatre, Wichita, Kansas [6]
- 14 de novembro de 2018 - State Theatre, Portland, Maine [7]
- 25 de novembro de 2018 - Detroit [8]
- 30 de novembro de 2018 - St. Louis [9]
- 7 de dezembro de 2018 - Denver, Colorado [10]
- 22 de dezembro de 2018 - House of Blues, Houston, Texas [11]
- 22 de novembro de 2019 - Modell Lyric, Baltimore [12]
- 25 de novembro de 2019 - College Street Music Hall, New Haven [13]
- 1º de dezembro de 2019 - St. Louis [14]
- 3 de dezembro de 2019 - Pantages Theatre, Minneapolis [15]
- 5 de dezembro de 2019 - Fillmore Auditorium, Denver, Colorado [16]
- 14 de dezembro de 2019 - Teatro Abraham Chavez, El Paso, Texas [17] [18]
- 17 de dezembro de 2019 - Folly Theatre, Kansas City [19]
- 19 de dezembro de 2019 - Austin, Texas [20]
- 28 de dezembro de 2019 - Parker Playhouse, Fort Lauderdale, Flórida [21]
- 29 de dezembro de 2019 - Ferguson Hall, David A. Straz Jr. Centro de Artes Cênicas, Tampa, Flórida [22]